# 银扎滩遗址
银扎滩遗址，位于中国青海省同仁市麻巴乡银扎木村，为青海省市县级文物保护单位，公布日期为1988年8月26日，类型为古遗址。
银扎滩遗址的历史年代为青铜时代。